# Беатрис фон Андекс-Мерания
Беатрис фон Андекс-Мерания (на немски: Beatrix von Andechs-Meranien, * 1210, † 9 февруари 1271) от Андекската династия е принцеса от Мерания и чрез женитба графиня на Ваймар-Орламюнде. 
Тя е дъщеря на херцог Ото I от Мерания († 1234) и първата му съпруга Беатрис фон Хоенщауфен († 1231), дъщеря на пфалцграф Ото I (1170–1200) и съпругата му Маргарета от Блоа. Сестра е на херцог Ото II от Мерания († 1248). Тя е наследничка на господство Пласенбург с Кулмбах и Мителберг и на господство Бернек с Голдкронах, Майнау, Вирсберг, Претцендорф (днес Химелкрон), замък Цвернитц и Требгаст.

## Фамилия
Беатрис се омъжва за граф Херман II фон Ваймар-Орламюнде († 1247) от фамилията Аскани.  Te имаt децата:
- Херман (*? – †?), духовник
- Херман III (* ок. 1230; † 1283)
- Албрехт III († 1293)
- Ото III (* 1236, † 13 май 1285), граф на Ваймар, Рудолщат (1279), на Пласенбург, женен за Агнес фон Труендинген
- София, ∞ 1259 Хайнрих VIII фон Вайда, фогт на Вайда (1238 – 1280)
- Ото Млади, каноник на Вюрцбург (1265 – 1308)